# Kup Hrvatske u odbojci za muškarce 2011.
Kup Hrvatske u odbojci za muškarce za 2011. godinu je osvojila Mursa iz Osijeka. 

Kup je igran u jesenskom dijelu sezone 2011./12.

## Rezultati

### 1. kolo
Prvi susreti su igrani 1. i 2. listopada, a uzvrati 5. listopada 2011. godine.
| klub1    | klub2                                  | 1. ut    | 2. ut    | napomene      |
| -------- | -------------------------------------- | -------- | -------- | ------------- |
| Zagreb   | Mladost Zagreb                         | 0:3      | 0:3      |               |
| Vukovar  | Mladost Marina Kaštela (Kaštel Lukšić) | 1:3      | 0:3 p.f. |               |
| Rovinj   | Daruvar                                | 3:0      | 3:1      |               |
| Šibenik  | Mursa Osijek                           | 0:3      | 0:3      |               |
| Opatija  | Sisak                                  | 0:3      | 1:3      |               |
| Petrinja | Karlovac                               | 1:3      | 0:3      |               |
| Rijeka   | Varaždin Volley                        | 3:0      | 3:0      |               |
| Split    | Centrometal Črečan                     | 0:3 p.f. | 0:3 p.f. | Split odustao |

### Četvrtzavršnica
| klub1              | klub2                                  | 1. ut | 2. ut | napomene |
| ------------------ | -------------------------------------- | ----- | ----- | -------- |
| Karlovac           | Mladost Zagreb                         | 0:3   | 0:3   |          |
| Sisak              | Mladost Marina Kaštela (Kaštel Lukšić) | 1:3   | 0:3   |          |
| Rijeka             | Rovinj                                 | 0:3   | 0:3   |          |
| Centrometal Črečan | Mursa Osijek                           | 1:3   | 0:3   |          |

### Završni turnir
Igrano 27. i 28. prosinca 2011. u Osijeku u dvorani dvorani dvorani Gradski vrt.
| klub1                                  | rez.          | klub2         |
| poluzavršnica                          | poluzavršnica | poluzavršnica |
| -------------------------------------- | ------------- | ------------- |
| Mladost Marina Kaštela (Kaštel Lukšić) | 3:1           | Rovinj        |
| Mladost Zagreb                         | 1:3           | Mursa Osijek  |
|                                        |               |               |
| za 3. mjesto                           |               |               |
| Mladost Zagreb                         | 3:0           | Rovinj        |
|                                        |               |               |
| za pobjednika                          |               |               |
| Mladost Marina Kaštela (Kaštel Lukšić) | 0:3           | Mursa Osijek  |

## Poveznice
- Kup Hrvatske u odbojci za muškarce
- 1.A liga 2011./12.
- 2.A liga 2011./12.
- Kup za žene 2011.